# Friedrich Wilhelm von Willisen

Friedrich Wilhelm Freiherr von Willisen (1876–1933)

Friedrich-Wilhelm Freiherr von Willisen (* 12. Februar 1876 in Karlsruhe; † 4. Januar 1933 in Berlin) war ein deutscher Oberstleutnant, sowie Politiker und Präsident des Deutschen Schutzbundes für das Grenz- und Auslandsdeutschtum. In der Weimarer Republik war der „geheimnisvolle Mann“ der Reichswehr, der für viele – zum Unterschied zu Schleicher – der „gute Genius“ des Heeres war, ein wichtiger Verbindungsmann zwischen der Reichswehr und der Regierung.

## Leben

### Familie
Friedrich-Wilhelm entstammte der Adelsfamilie von Willisen. Er war ein Sohn des preußischen Generals der Kavallerie und Gouverneurs von Berlin Karl von Willisen und dessen Ehefrau Julie, geborene von Köller (1843–1934). Die Brüder seines Großvaters väterlicherseits waren Wilhelm und Friedrich Adolf von Willisen. Sein Großvater mütterlicherseits war Matthias von Köller, seine Onkel waren Ernst und Georg von Köller.
Friedrich-Wilhelm heiratete 1905 in Berlin Irmgard Rieß von Scheurnschloß. Der Ehe entstammten die Kinder Hans-Karl (1906–1966) und Maria-Irmgard, verwitwete von Bülow (1938–1945), ab 1956 verehelichte Gräfin zu Stolberg-Wernigerode (1914–2006).

### Werdegang

#### Generalstabsoffizier
Willisen trat nach seiner Erziehung im Kadettenkorps am 22. März 1893 als chargierter Fähnrich in das 4. Garde-Regiment zu Fuß der Preußischen Armee ein. Dort wurde er am 18. August 1894 zum Sekondeleutnant befördert. Von 1909 bis 1918 gehörte er in verschiedenen Funktionen dem Großen Generalstab an. Unmittelbar vor Ausbruch des Ersten Weltkrieges wurde Willisen, der wie Kurt von Schleicher, Oskar von Hindenburg, Joachim von Stülpnagel, Friedrich Graf von der Schulenburg und Kurt Freiherr von Hammerstein-Equord ein Schüler und Freund Wilhelm Groeners war, von diesem mit der Überprüfung der Aufmarschpläne im Westen und der Ausarbeitung eines neuen Verteidigungsplans für die Vogesen beauftragt. Sein Alternativplan sah vor, den Vogesenkamm mit schwächeren Kräften zu verteidigen, um dadurch zusätzlich zwei Armeekorps am Niederrhein einsetzen zu können. Sein Vorschlag, auf die Besetzung Lüttichs zu verzichten, sollte, wie Brüning von Groener später hörte, die Engländer veranlassen, als erste die belgische Neutralität zu verletzen.
Während des Ersten Weltkrieges wurde Willisen zunächst im Westen eingesetzt, später diente er unter Hans von Seeckt in Siebenbürgen: Er plante und führte den Überraschungskampf gegen die französischen und englischen Kavalleriedivisionen an der belgisch-französischen Grenze im Spätherbst 1914 durch. Er war der wirkliche Sieger von Brzezeny, wo er die vorgedrungenen deutschen Truppen aus der Umklammerung der russischen Armeen befreite und noch 60 000 Gefangene einbrachte. Er plante und war hauptsächlich verantwortlich für den Sieg über die Italiener bei Caporetto. 1914 wurde er zum Major befördert und 1916 zum Chef des Generalstabs des IV. Armee-Korps ernannt. Für seine Leistungen während des Krieges wurde Willisen vielfach ausgezeichnet. So erhielt er am 1. November 1917 die höchste preußische Tapferkeitsauszeichnung, den Orden Pour le Mérite sowie am 14. November 1917 durch den bayerischen König das Ritterkreuz des Militär-Max-Joseph-Ordens.
Bei der Rückkehr aus dem Krieg wurde er in München von meuternden Truppen festgesetzt und zum Tode verurteilt. Er entging jedoch diesem Schicksal und kam frei.

#### Chef des Grenzschutz Ost
Danach wurde er am 10. November 1918 zum Abteilungsleiter im Preußischen Kriegsministerium ernannt, wo er mit der Aufstellung des Oberkommandos Grenzschutz Ost beauftragt war. Ab dem 17. Dezember 1918 bis 1920 war er Chef der für die organisatorischen Fragen zuständigen Zentralstelle Grenzschutz Ost (Zegrost), dessen Geschäftsstelle sich im Berliner Schloss Bellevue befand. Der frühere Generalstabsoffizier war führend am Aufbau der Freikorps beteiligt und bemühte sich später, deren Angehörige in die Reichswehr einzugliedern. In deren Auftrag pflegte er auch Kontakte zur Schwarzen Reichswehr.
Willisen gehörte zur Generation jüngerer Generalstabsoffiziere, die sich für den Erhalt der Weimarer Republik und gegen die politischen Extreme von Links und Rechts einsetzten. So trug er maßgeblich zum Scheitern des Kapp-Putsches bei, indem er dafür sorgte, dass den Putschisten die Unterstützung durch die Reichswehr versagt blieb.

#### Politische Aktivitäten
Am 1. April 1920 erhielt er als Oberstleutnant seinen Abschied aus der Reichswehr, doch auch nach seinem Ausscheiden blieb Willisen eine „Schlüsselfigur der Reichswehr“. Willisen war Mitbegründer und Präsident des Schutzbundes für das Grenz- und Auslandsdeutschtum sowie Mitglied des Deutschen Herrenklubs und Ehrenritter des Johanniterordens. Zudem soll Willisen, verschiedener Quellen nach, Unterstützer oder Gründungsmitglied des Juniklubs gewesen sein. Zur Unterstützung der politischen Ziele der Volkskonservativen gründete Willisen 1924 die Zeitung Politische Wochenschrift, die von 1925 bis 1931 von Hermann Ullmann herausgegeben wurde. Von 1928 bis 1932 war er 2. Vorsitzender der Volkskonservativen Vereinigung.
Im Sommer 1923 reiste Willisen zu einer Unterredung mit Adolf Hitler nach München, um sich persönlich eine Meinung über den einflussreichen Agitator der NSDAP zu bilden. Sein Eindruck war, daß Hitler manisch veranlagt sei und keine klare Vorstellung von der Möglichkeit habe, die ihm die weitere Währungsentwicklung und die Politik Frankreichs bieten könnten. Er meinte, daß der Mangel an persönlichem Mut Hitler besonders gefährlich mache, weil er in einem entscheidenden Augenblick, wenn er merke, daß seine Anhänger enttäuscht würden, alles riskieren würde. Willisen fand, daß Hitler von jedermann Geld nahm. Er beklagte die mangelnde Zusammenarbeit zwischen der Reichswehr und der bayerischen Staatspolizei, die bestimmte Dokumente über die finanzielle Unterstützung Hitlers in die Hand bekommen könne, auf Grund deren eine Anklage Hitlers wegen Hochverrat möglich war.
Als der Chef der Reichswehr, Generaloberst Hans von Seeckt, von den Männern seines Stabes – unter ihnen Kurt von Schleicher – und Industriellen wie Hugo Stinnes im Herbst des Krisenjahres 1923 gedrängt wurde, das Kanzleramt für sich zu beanspruchen und das Parlament aufzulösen, brachte Willisen seinen Kriegskameraden Seeckt zum Einlenken, indem er ihn davor warnte, die Reichseinheit durch ein Sandkastenspiel mit unbekannten Gegnern zu gefährden.

#### Leiter der Fliegerschulen
Als Leiter der vier illegalen Fliegerschulen war Willsen aktiv am Aufbau der deutschen Luftwaffe nach dem Ersten Weltkrieg beteiligt. Wie weitsichtig und verantwortungsvoll Willisen die Aufrüstungsbestrebungen der Reichswehr unterstützte, bewies er anlässlich der Genfer Abrüstungskonferenz 1932, als er dem Antrag Brünings auf Abschaffung deutscher Bombenflugzeuge zustimmte.

#### Weggefährte und Berater Heinrich Brünings
Seit dem März 1919 war Willisen der politische Weggefährte und einflussreicher Berater des späteren Reichskanzlers Heinrich Brüning, der in ihm seinen Verbindungsmann zur Reichswehr sah. In Willisens Berliner Wohnung, Giesebrechtstraße 15, traten wiederholt Brüning, Gottfried Treviranus, Hermann Ullmann, Groener und Schleicher zu politischen Konsultationen zusammen. Die Geburtsstunde des Kabinetts Brüning war der 26. Dezember 1929, als sich Groener und Schleicher in der Wohnung der grauen Eminenz, des ehemaligen Reichswehroffiziers Willisen, mit dem mit Willisen befreundeten Zentrumspolitiker Brüning trafen und dort die Marschrichtung des ersten reinen Hindenburg-Kabinetts absteckten. Über die Schiene Schleicher-Groener-Willisen liefen bis zum April 1932 die entscheidenden politischen Initiativen ab. In seinen Memoiren nennt Brüning Willisen die Seele des Widerstandes gegen den Bolschewismus und der Zusammenarbeit der jüngeren Generalstabsoffiziere mit Ebert, um dessen Leben er immer besorgt war. Manches spricht dafür, daß Willisen eine Art Lehrmeister in politischer Strategie und Taktik für ihn wurde und zu den wenigen zählte, denen Brüning voll vertraute.
Neben Friedrich Graf von der Schulenburg war Willisen im Januar 1928 als einer der Kandidaten Paul von Hindenburgs für die Nachfolge des wegen der Lohmann-Affäre zurückgetretenen Reichswehrministers Otto Geßler im Gespräch. Beide lehnten es jedoch ab, gegen Wilhelm Groener anzutreten, der als Kandidat der Reichswehr schließlich das Amt übernahm.

#### Erkrankung und Tod
Ende 1931 erkrankte Willisen schwer. Die Ärzte diagnostizierten eine Krebserkrankung des Halses. Er befand sich bereits im Sanatorium, als es am 10. Mai 1932 im Reichstag, während einer Rede Groeners, in der er das Verbot der von Ernst Röhm geführten SA verteidigen wollte, zu Tumulten kam. Als daraufhin am 11. Mai 1932 Kurt von Schleicher, als Vertreter der Reichswehr, gegenüber Brüning den Rücktritt des Reichswehrministers Groener forderte, entfuhr es Brüning nach Aussage des an der Unterredung teilnehmenden Treviranus: Wenn nur Willisen gesund wäre. Er würde die Bendlerstraße in Schach halten!.  Am 4. Januar 1933 starb Willisen an den Folgen seiner Erkrankung. Er wurde auf dem Berliner Invalidenfriedhof beerdigt. Sein Grab ist nicht erhalten.

## Charakteristik
- Unter von Loeschs Gästen fiel mir einer durch seine ruhige, aber entschiedene Art besonders auf. Wenn er sprach, begann er mit leichtem Stottern, um dann mit einer ungewöhnlich klaren, kurzen und präzisen Meinung herauszukommen. Das Gesicht mit der hohen Stirn und dem freundlichen offenen Ausdruck der Augen sowie die straffe Gestalt, die äußerste, kühle Energie verkörperte, schien mir bekannt zu sein. (...) Willisen selbst hatte eigene konstruktive Ideen, aber entscheidender war es, daß er sich nach kurzer Überlegung den Auffassungen anderer anschließen konnte. Bescheidenheit war einer seiner Hauptzüge. (...) Diese Eigenschaft erlaubte es allerdings anderen im Reichswehrministerium, sich selbst die Leistungen Willisens zuzuschreiben. Willisen und andere Gleichgesinnte haben ihre Aufzeichnungen und Briefe über politische Fragen vernichtet.[16]

- Willisen was really the man in 1919 and 1923 who saved Ebert and the constitutional life of the country. He was so modest, in spite of extraordinary energy and success in war and in peace time, that his name is hardly ever mentioned publicly, and he refused to take any office, through Ebert presumed him to become Minister of Defense.[21]

- So lange wie der völlig ausbalancierte selbstlose Willisen noch nicht unter den Anfängen seiner tödlichen Krankheit litt, war es immer möglich, Schleicher wieder auf eine vernünftige und klare Linie zu bringen. Es hat entscheidende Augenblicke gegeben, 1919-1923, 1931, in denen die Frische und Bestimmtheit von Willisens Temperament in einer halben Stunde Schleicher wieder auf eine sichere Bahn zurückbrachten.[22]

- Es muß einer eindringlichen Untersuchung vorbehalten bleiben, nachzuweisen, ein wie entscheidendes Verdienst um die Wahrung der reformatorischen Mitte einem wenig bekannten preußischen Offizier, dem Oberstleutnant von Willisen, zuzumessen ist. Von Willisen hat keine Aufzeichnungen hinterlassen, und es ist schwer, einen Überblick über sein Lebenswerk zu bekommen. Wir können jeder nur berichten, was wir mit ihm zusammen selbst erlebt haben. Dieses wenige müßte genügen, um diesen außerordentlichen Mann, der nie etwas für sich selbst, aber unendlich viel für Deutschland getan hat, die unauslöschliche Dankbarkeit des deutschen Volkes zu sichern. Ich lernte ihn dadurch kennen, daß ein ernsthaft am Südosten interessierter Referent des Auswärtigen Amtes mich zu ihm schickte. Ich war offenbar angekündigt und wurde freundlich empfangen von einem hochgewachsenen Offizier mit frischem Gesicht und ausgezeichneter Haltung, der jedes Wort wog und mir knapp auseinandersetzte, was er im Augenblick tue. Er saß am Telefon und baute die Ostfront auf. Ich erfuhr kein Wort mehr, als notwendig war, um mir Weisungen zu geben. Es war wenige Wochen nach dem Zusammenbruch. Es handelte sich um jene Reise in meine Heimat, bei der ich dem Sozialdemokraten Seliger helfen sollte. (...) Er hat mir später dann erzählt, wie oft er in Kabinettsitzungen mit Ebert 'gefusselt' habe, wenn es galt, schwer verstehende Genossen zur Zustimmung für unbedingt nötige, aber vielleicht der sozialistischen Doktrin nicht ganz gemäße Maßnahmen zu gewinnen. Er durfte für Deutschland arbeiten und tat es, ohne irgend jemanden Verantwortlichen zu belasten, also im höchsten Sinne Verantwortlicher aus eigenem Gewissen. Das blieb so alle die Jahre hindurch, die ich ihn kannte. Ohne Amt, ohne Auftrag, ohne Ehren und sich selbst in jeder Handlung treu. Wo es 'brannte', da griff er zu; war die Katastrophe abgewendet, so gut es ging, zog er sich zurück und ließ andere arbeiten und reife Früchte einheimsen. Ähnlich wie er geartet waren auch seine nächsten Mitarbeiter.[23]

- Er hatte die Fähigkeit, auch dort zu leiten und zu führen, wo ihm nicht die Hilfe militärischer Disziplin und Organisation zur Verfügung stand. Er wußte freiwillige Gefolgschaft zu erzeugen, persönliches Vertrauen zu wecken, widerstrebende Kräfte zu einem gemeinsamen Zweck zusammenzuführen, er verstand zu schlichten und auszugleichen. Die kleinen Konflikte und Intrigen, die im deutschen Vereinsleben und in jeder Art von freiwilliger Zusammenarbeit so unvermeidlich und gefährlich sind, reichten nicht bis zu ihm hin, verflüchtigten sich vor seiner Sachlichkeit. In seinen letzten Lebensjahren haben sich seine in höherem Sinne gesellschaftlichen Gaben auch immer politisch bewährt. Er hat scheinbar Unvereinbarliches zusammenzuführen verstanden und im Stillen manche Hilfestellung geleistet, wo es die innere Einheit der Nation, die Überwindung persönlicher Gegensätze und die Klärung unsachlich verworrener Fragen galt. Seit 1923, seit der ersten großen Krise des Parlaments, bis zum Kabinett Brüning stand er den Verantwortlichen ratend und klärend bei, wegen seiner Loyalität und Objektivität, aber auch wegen seiner festen Hand und uneigennützigen Unabhängigkeit oft befragt, und immer wieder von entscheidendem Einfluß.[24]